# Lijst van personen geboren in 1948
Dit is een lijst van personen geboren in 1948.

## januari

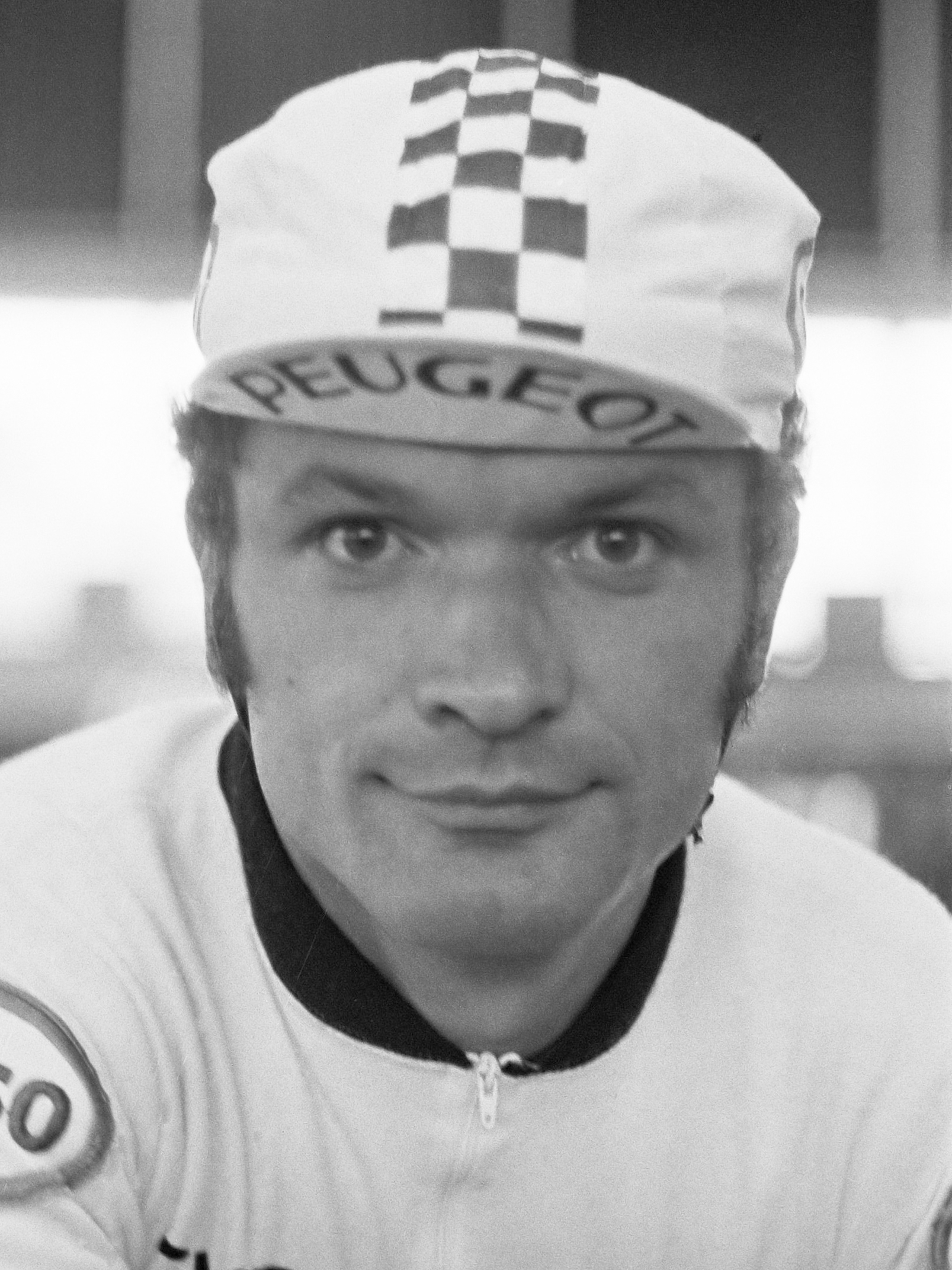
Bernard Thévenet
geboren op 10 januari

- 1 - Romy Haag, Nederlands actrice, danseres en zangeres
- 1 - Dick Quax, Nieuw-Zeelands atleet (overleden 2018)
- 2 - Leo Duyndam, Nederlands wielrenner (overleden 1990)
- 2 - Penney de Jager, Nederlands danseres, bekend van Toppop
- 2 - Givi Nodia, Sovjet-Georgisch voetballer (overleden 2005)
- 2 - William Tai (Malik), Belgisch striptekenaar (overleden 2020)
- 3 - Manfred Kokot, Duits atleet
- 3 - Martin Rushent, Engels muziekproducent (overleden 2011)
- 6 - Gaby De Geyter, Belgisch atleet
- 7 - Kenny Loggins, Amerikaans zanger
- 9 - Donald Fagen, Amerikaans zanger en toetsenist
- 9 - Jan Tomaszewski, Pools voetballer
- 10 - Theo Griekspoor, Nederlands organist
- 14 - Yuri Banhoffer, Urugayaans voetballer (overleden 2021)
- 14 - Giampiero Ventura, Italiaans voetballer en voetbaltrainer
- 14 - Carl Weathers, Amerikaans acteur (overleden 2024)
- 15 - Wolfgang Gunkel, Oost-Duits roeier (overleden 2020)
- 15 - Ronnie Van Zant, Amerikaans rockzanger en bandleider (overleden 1977)
- 16 - John Carpenter, Amerikaans regisseur
- 16 - Gregor Gysi, Duits politicus
- 16 - Ali Lazrak, Marokkaans-Nederlands politicus (overleden 2016)
- 16 - Cliff Thorburn, Canadees snookerspeler
- 17 - Anne Queffélec, Frans pianiste
- 19 - Frits Spits, Nederlands radiomaker en televisiepresentator
- 23 - Arcangelo Pezzella, Italiaans voetbalscheidsrechter
- 23 - Anita Pointer, Amerikaans zangeres (The Pointer Sisters) (overleden 2022)
- 24 - Eddy Monsels, Surinaams atleet (overleden 2023)
- 24 - Per Unckel, Zweeds politicus (overleden 2011)
- 25 - Chrisje Comvalius, Nederlands actrice (overleden 2023)
- 27 - Sjef Hensgens, Nederlands atleet (overleden 2024)
- 27 - Braz Paschoalin, Braziliaans politicus (overleden 2010)
- 28 - Michail Barysjnikov, Russisch balletdanser
- 28 - Heinz Flohe, Duits voetballer (overleden 2013)
- 28 - Charles Taylor, Liberiaans krijgsheer en president
- 29 - Nelleke van der Krogt, Nederlands televisiepresentatrice
- 31 - Joyce Silveira Palhano de Jesus (alias Joyce Moreno), Braziliaans zangeres, gitarist en songwriter

## februari

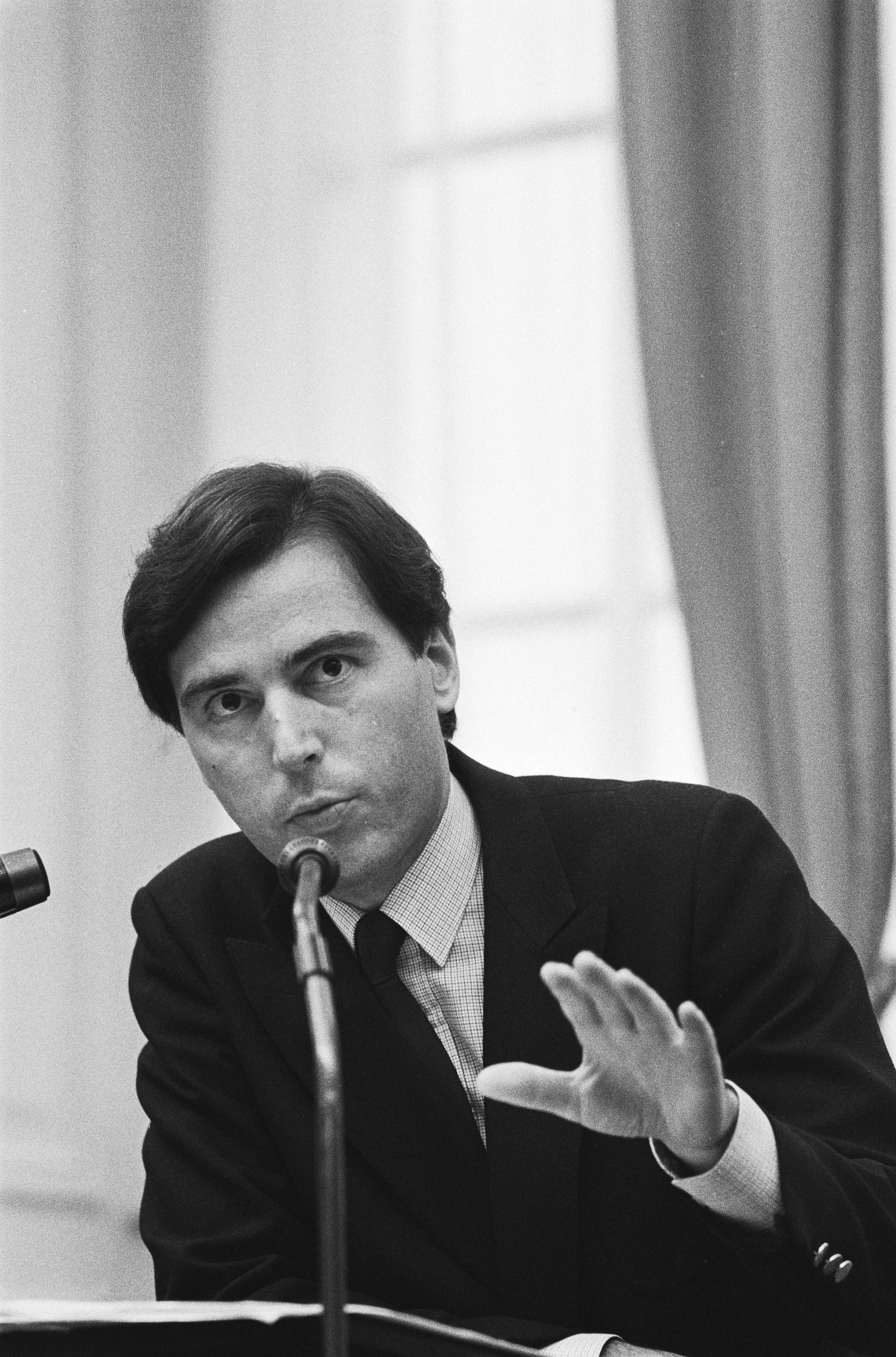
Elco Brinkman,
geboren op 5 februari

- 2 - Tsai Chih Chung, Taiwanees cartoonist, striptekenaar en filmproducent
- 3 - Carlos Belo, Oost-Timorees r.k. bisschop en Nobelprijswinnaar
- 3 - János Drapál, Hongaars motorcoureur (overleden 1985)
- 3 - Henning Mankell, Zweeds schrijver (overleden 2015)
- 4 - Alice Cooper, Amerikaans muzikant
- 5 - Elco Brinkman, Nederlands politicus (CDA)
- 5 - Sven-Göran Eriksson, Zweeds voetballer en voetbaltrainer (overleden 2024)
- 5 - Violet Falkenburg, Nederlands radio- en tv-presentatrice
- 5 - Tom Wilkinson, Brits acteur (overleden 2023)
- 6 - Adolfo Yllana, Filipijns geestelijke en apostolisch nuntius
- 7 - Hijn Bijnen, Nederlands-Surinaams activist, politicus en fotograaf (overleden 2021)
- 7 - Yvonne Habets, Nederlands journaliste en televisiepresentatrice (overleden 2007)
- 8 - Svetlana Aleksijevitsj, Wit-Russisch schrijfster en Nobelprijswinnares
- 9 - Cildo Meireles, Braziliaans beeldhouwer en installatie- en conceptueel kunstenaar
- 13 - Kitten Natividad, Mexicaans-Amerikaans pornoactrice en exotisch danseres (overleden 2022)
- 13 - Maarten Sikking, Nederlands hockeydoelman (overleden 2009)
- 14 - Wally Tax, Nederlands zanger en componist (overleden 2005)
- 15 - Art Spiegelman, Amerikaans stripauteur en tijdschriftuitgever
- 16 - Eckhart Tolle, Duits-Canadees schrijver en mysticus
- 19 - Pim Fortuyn, Nederlands politicus, hoogleraar en publicist (overleden 2002)
- 19 - Tony Iommi, Brits gitarist (Black Sabbath)
- 21 - Christian Vander, Frans musicus en drummer (Magma)
- 22 - John Ashton, Amerikaans acteur (overleden 2024)
- 22 - Linda de Suza, Portugees zangeres (overleden 2022)
- 23 - Sugar Lee Hooper, Nederlands zangeres (overleden 2010)
- 23 - Steve Priest, Brits rockzanger en basgitarist (overleden 2020)
- 24 - Luis Galván, Argentijns voetballer (overleden 2025)
- 24 - Walter Smith, Schots voetballer en voetbalcoach (overleden 2021)
- 24 - Tim Staffell, Brits zanger en basgitarist
- 25 - Marjol Flore, Nederlands zangeres en actrice
- 28 - Conny Braam, Nederlands anti-apartheidsactiviste, journaliste en schrijfster
- 28 - Steven Chu, Amerikaans natuurkundige, Nobelprijswinnaar en minister.
- 29 - Richie Cole, Amerikaans jazzsaxofonist (overleden 2020)
- 29 - Johnny Delgado, Filipijns acteur (overleden 2009)
- 29 - Ken Foree, Amerikaans acteur
- 29 - Patricia A. McKillip, Amerikaans fantasy- en sciencefictionschrijfster (overleden 2022)

## maart

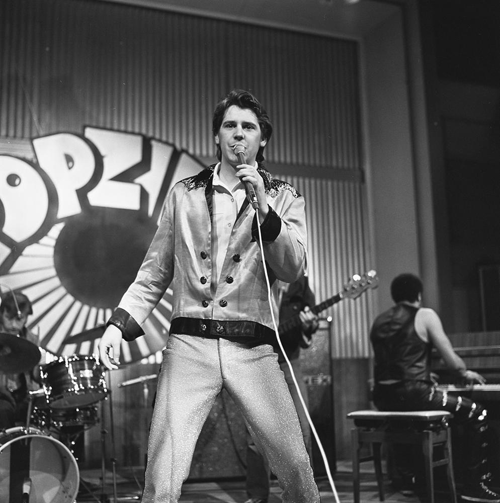
Shakin' Stevens,
geboren op 4 maart

- 1 - Slobodan Mitrić, Joegoslavisch geheim agent (overleden 2016)
- 2 - Rory Gallagher, Iers bluesgitarist (overleden 1995)
- 2 - Carmen Lawrence, 25e premier van West-Australië
- 2 - Andrei Linde, Russisch fysicus
- 4 - Shakin' Stevens, Brits zanger
- 5 - Jan van Beveren, Nederlands voetbaldoelman (overleden 2011)
- 5 - Eddy Grant, Brits zanger
- 5 - Richard Hickox, Engels dirigent (overleden 2008)
- 5 - Getty Kaspers, Nederlands zangeres
- 5 - Jacques Kloes, Nederlands zanger (overleden 2015)
- 5 - Elaine Paige, Brits musicalster
- 6 - Jim van der Woude, Nederlands acteur, danser, mimespeler, regisseur, ontwerper en komiek (overleden 2023)
- 8 - Mel Galley, Brits gitarist (Whitesnake) (overleden 2008)
- 8 - Peggy March, Amerikaans schlagerzangeres
- 8 - Jonathan Sacks, Brits opperrabijn en politicus (overleden 2020)
- 9 - Emma Bonino, Italiaans politica
- 10 - Rubén Glaria, Argentijns voetballer
- 11 - George Kooymans, Nederlands gitarist en zanger (Golden Earring) (overleden 2025)
- 11 - Jan Schelhaas, Brits toetsenist
- 12 - James Taylor, Amerikaans zanger en tekstschrijver
- 14 - Billy Crystal, Amerikaans acteur/komiek
- 14 - Gregorio Honasan, Filipijns militair en politicus
- 14 - James Nachtwey, Amerikaans fotojournalist
- 14 - Bernd Stange, Oost-Duits voetballer en voetbalcoach
- 18 -  Bobby Whitlock, Amerikaans toetsenist (overleden 2025)
- 19 - Martine Bijl, Nederlands zangeres en actrice (overleden 2019)
- 19 - Henning Gravrok, Noors musicus
- 20 - Henny Eman, Arubaans politicus (overleden 2025)
- 20 - Pamela Sargent, Amerikaans feministe, sciencefiction-auteur en redactrice
- 21 - Dick Schneider, Nederlands voetballer (overleden 2025)
- 22 - Klaas Bijl, Nederlands voetballer (overleden 2024)
- 22 - Andrew Lloyd Webber, Brits musicus en componist
- 23 - Reinildis van Ditzhuyzen, Nederlands historica en schrijfster
- 24 - Volker Finke, Duits voetbalcoach
- 24 - Delio Onnis, Argentijns voetballer en voetbaltrainer
- 24 - Lee Oskar, Deens mondharmonicaspeler
- 24 - René Tosari, Surinaams beeldend kunstenaar
- 25 - Bonnie Bedelia, Amerikaans actrice
- 25 - Theo van den Boogaard, Nederlands striptekenaar
- 26 - Richard Tandy, Brits keyboardspeler (Electric Light Orchestra) (overleden 2024)
- 26 - Steven Tyler, Amerikaans zanger (Aerosmith)
- 27 - Kees Kok, Nederlands theoloog
- 27 - Lydia Verbeeck, Vlaams schrijfster (overleden 2019)
- 28 - Luc Beaucourt, Belgisch urgentiearts (overleden 2021)
- 29 - Carlo Petrini, Italiaans voetballer en voetbalcoach (overleden 2012)
- 30 - Lenie van der Hoorn, Nederlands langeafstandschaatsster
- 31 - Benjamin Diokno, Filipijns econoom en minister
- 31 - Al Gore, Amerikaans politicus
- 31 - Thijs van Leer, Nederlands fluitist (Focus)
- 31 - Rhea Perlman, Amerikaans actrice

## april

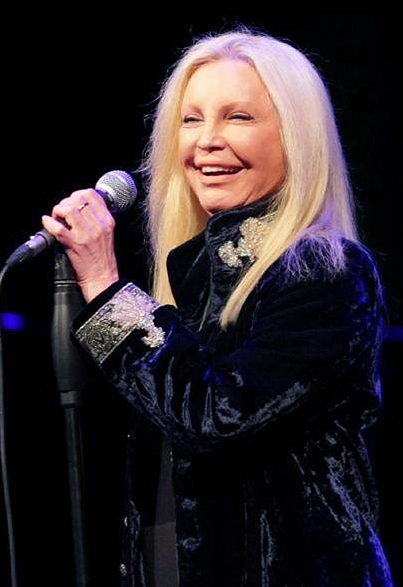
Patty Pravo,
geboren op 9 april

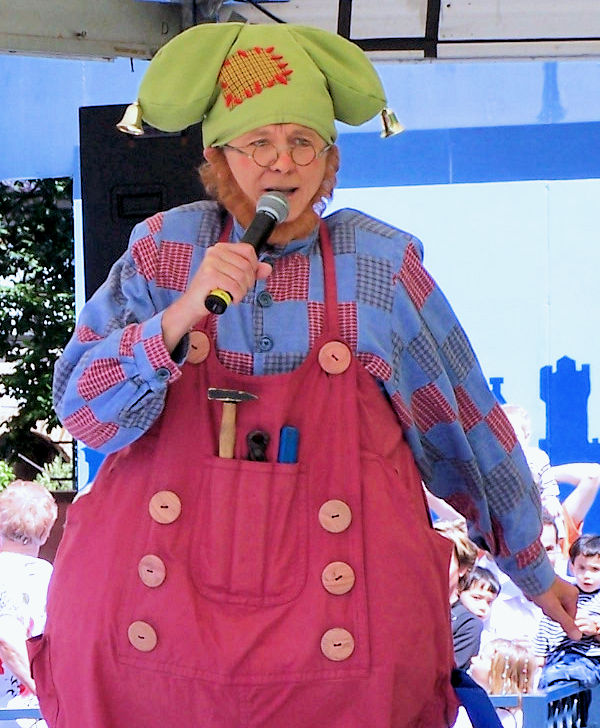
Aimé Anthoni,
geboren op 10 april

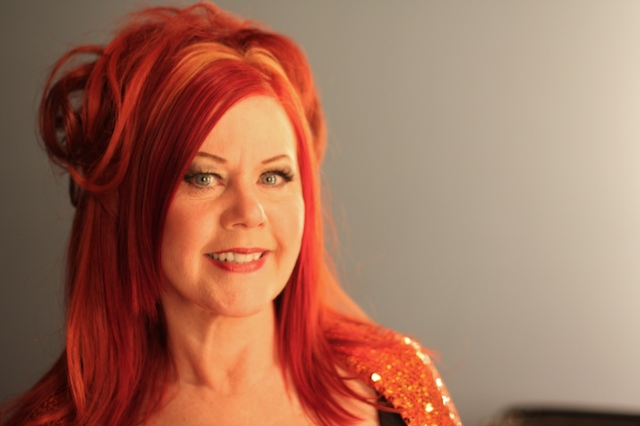
Kate Pierson
geboren op 27 april

- 1 - Jimmy Cliff, Jamaicaans reggaezanger
- 2 - Alfred Lagarde, Nederlands diskjockey (overleden 1998)
- 3 - Jaap de Hoop Scheffer, Nederlands politicus, secretaris-generaal van de NAVO
- 3 - Carlos Salinas, Mexicaans president
- 3 - Hans-Georg Schwarzenbeck, Duits voetballer
- 4 - Abdullah Öcalan, leider van de Koerdische beweging in Turkije
- 6 - Jo Leinen, Duits politicus
- 6 - Charly Rouxel, Frans wielrenner
- 6 - Winnie Sorgdrager, Nederlands juriste en politica
- 7 - Pietro Anastasi, Italiaans voetballer (overleden 2020)
- 7 - Arnie Robinson, Amerikaans atleet (overleden 2020)
- 7 - Néstor Scotta, Argentijns voetballer (overleden 2011)
- 8 - Wim Plekkenpol, Nederlands sportjournalist, politicus en voetbaltrainer
- 9 - Patty Pravo, Italiaans zangeres
- 10 - Aimé Anthoni, Vlaams acteur
- 10 - Tony Berk, Nederlands diskjockey en platenproducent
- 11 - Riny van der Bie-van Vliet, Nederlands burgemeester (overleden 2016)
- 11 - Georgi Jartsev, Russisch voetballer en trainer (overleden 2022)
- 12 - Joschka Fischer, Duits politicus
- 12 - Marcello Lippi, Italiaans voetballer en voetbalcoach
- 12 - Marc Waelkens, Belgisch archeoloog (overleden 2021)
- 13 - Kune Biezeveld, Nederlands predikante en theologe (overleden 2008)
- 16 - Dé, Braziliaans voetballer en trainer
- 17 - John Gray, Brits politiek filosoof en schrijver
- 17 - Jan Hammer, Tsjechisch-Amerikaans muzikant en componist
- 18 - Ing Yoe Tan, Nederlands politica (overleden 2020)
- 18 - Coosje Wijzenbeek, Nederlands violiste en viooldocente (overleden 2021)
- 19 - Boet van Dulmen, Nederlands motorcoureur (overleden 2021)
- 19 - Jan Knippenberg, Nederlands ultraloper en historicus (overleden 1995)
- 19 - Harm Evert Waalkens, Nederlands politicus en landbouwer
- 20 - Gregory Itzin, Amerikaans acteur (overleden 2022)
- 22 - Jacob Gelt Dekker, Nederlands zakenman, filantroop en schrijver (overleden 2019)
- 23 - Karin Beek, Nederlands beeldhouwster
- 23 - Fons Tans, Nederlands burgemeester (overleden 2022)
- 24 - Eddie Hart, Amerikaans atleet
- 24 - Tony Jefferies, Brits motorcoureur (overleden 2021)
- 24 - Peter Koene, Nederlands folkmuzikant (overleden 2013)
- 27 - Frank Abagnale jr., Amerikaans crimineel en ondernemer
- 27 - Josef Hickersberger, Oostenrijks voetballer en voetbalcoach
- 27 - Kate Pierson, Amerikaans zangeres (The B-52's)
- 28 - Ferry de Groot, Nederlands radiomaker, maakte samen met André van Duin de Dik Voormekaar Show

## mei
- 1 - Terry Goodkind, Amerikaans schrijver (overleden 2020)
- 1 - Robert Pintenat, Frans voetballer en voetbalcoach (overleden 2008)
- 2 - Josip Katalinski, Bosnisch voetballer en voetbaltrainer (overleden 2011)
- 3 - Joop de Klerk, Nederlands voetballer (overleden 2021)
- 3 - Peter Oosterhuis, Engels golfspeler (overleden 2024)
- 4 - Hurley Haywood, Amerikaans autocoureur
- 4 - ZAK, pseudoniem van Jacques Moeraert, Belgisch cartoonist
- 4 - George Tupou V, koning van Tonga (overleden 2012)
- 5 - Jomanda, Nederlands medium
- 5 - Bella Hage, Nederlands wielrenster
- 5 - Bill Ward, Brits drummer (Black Sabbath)
- 6 - Klaas Tammes, Nederlands politicus en acteur
- 7 - Susan Atkins, Amerikaans crimineel (overleden 2009)
- 8 - Mirna van der Hoeven, Nederlands atlete
- 9 - Hubert Fermina, Curaçaos-Nederlands verpleegkundige en politicus (overleden 2022)
- 10 - Carla Galle, Belgisch zwemster en politica (overleden 2022)
- 11 - Ad van Goor, Nederlands bedrijfskundige en hoogleraar (overleden 2020)
- 11 - Jeannot Moes, Luxemburgs voetbaldoelman
- 12 - Berny Boxem-Lenferink, Nederlands atlete (overleden 2023)
- 12 - Steve Winwood, Brits zanger en toetsenist
- 13 - Sheila Jeffreys, Brits wetenschapper
- 13 - Desiderio Navarro, Cubaans kunst- en cultuurcriticus
- 14 - Raynald Denoueix, Frans voetballer en voetbalcoach
- 14 - Bob Woolmer, Engels cricketer en -coach (overleden 2007)
- 15 - Dario Baldan Bembo, Italiaans componist en zanger
- 15 - Brian Eno, Brits muzikant en muziekproducent
- 15 - Ger Thijs, Nederlands acteur, regisseur, vertaler en toneelschrijver (overleden 2023)
- 16 - Reinhilde Decleir, Belgisch actrice (overleden 2022)
- 17 - Mikko Kozarowitzky, Fins autocoureur
- 17 - Winfried Kretschmann, Duits politicus
- 17 - Ivan Wolffers, Nederlands arts, schrijver en hoogleraar (overleden 2022)
- 18 - Linda van Dyck, Nederlands actrice (overleden 2023)
- 19 - Grace Jones, Brits-Jamaicaans fotomodel, zangeres en actrice
- 20 - Aleksandr Timosjinin, Sovjet roeier (overleden 2021)
- 21 - Leo Sayer, Brits zanger
- 22 - Nico Jan Wijsman, Nederlands politicus (overleden 2006)
- 24 - Sacha Bulthuis, Nederlands actrice (overleden 2009)
- 24 - James Cosmo, Schots acteur
- 25 - Klaus Meine, Duits rockzanger
- 26 - Tony Goossens, Belgisch voetballer
- 26 - Stevie Nicks, Brits zangeres (onder andere Fleetwood Mac)
- 27 - Gábor Presser, Hongaars musicus
- 28 - Wil Hartog, Nederlands motorcoureur, won in 1980 de TT van Assen
- 28 - Sergej Olsjanski, Sovjet-Russisch voetballer en trainer
- 28 - Alexander Sakkers, Nederlands politicus (VVD) en burgemeester van Eindhoven
- 31 - John Bonham, Brits drummer (Led Zeppelin) (overleden 1980)

## juni
- 1 - Arie van den Berg, Nederlands dichter en essayist
- 1 - Powers Boothe, Amerikaans acteur (overleden 2017)
- 1 - Tomáš Halík, Tsjechisch priester, filosoof, theoloog en hoogleraar
- 1 - Paul Wuyts, Vlaams acteur (overleden 2012)
- 2 - Ab Osterhaus, Nederlands viroloog en influenzadeskundige
- 3 - Jan Reker, Nederlands voetbaltrainer en voetbalbestuurder
- 6 - Rocco Buttiglione, Italiaans politicus en politicoloog
- 6 - Jürgen Marcus, Duits schlagerzanger (overleden 2018)
- 7 - Geert Klein Bennink, Nederlands politicus en economieleraar
- 8 - Arie Eikelboom, Nederlands organist
- 8 - Jürgen von der Lippe, Duits entertainer, muzikant en komiek
- 9 - André Juillard, Frans striptekenaar (overleden 2024)
- 11 - Lynsey de Paul, Brits zangeres en songschrijfster (overleden 2014)
- 12 - Barry Bailey, Amerikaans gitarist (overleden 2022)
- 15 - Paul Michiels, Belgisch zanger
- 15  - Jan Vranken, Nederlands jurist (overleden 2025)
- 15 - Pierre Warin, Belgisch bisschop
- 16 - Piet Piryns, Vlaams journalist en schrijver
- 16 - Eduardo Retat, Colombiaans voetballer en voetbaltrainer
- 16 - Fredy Studer, Zwitsers jazzdrummer (overleden 2022)
- 18 - Freddy De Kerpel, Belgisch bokser
- 19 - Nick Drake, Brits zanger en songwriter (overleden 1974)
- 19 - Phylicia Rashad, Amerikaans actrice
- 21 - Susan Meiselas, Amerikaans fotografe
- 21 - Minne Modderman, Nederlands voetbalscheidsrechter
- 22 - Franciszek Smuda, Pools voetbaltrainer (overleden 2024)
- 25 - Manuel Bento, Portugees voetbaldoelman (overleden 2007)
- 25 - Marc Brillouet, Belgisch radiopresentator
- 26 - Wensley Bundel, Surinaams voetballer (overleden 2024)
- 26 - Tjan Gobardhan, Surinaams politicus
- 26 - Paul Severs, Vlaams zanger (overleden 2019)
- 28 - Kathy Bates, Amerikaans actrice
- 28 - Ellen Wellmann, Duits atlete (overleden 2023)
- 29 - Sean Bergin, Zuid-Afrikaans jazz-musicus en bandleider (overleden 2012)
- 30 - Wolf Erlbruch, Duits kinderboekenschrijver en -illustrator (overleden 2022)
- 30 - Kars Veling, Nederlands politicus (ChristenUnie) (overleden 2025)

## juli

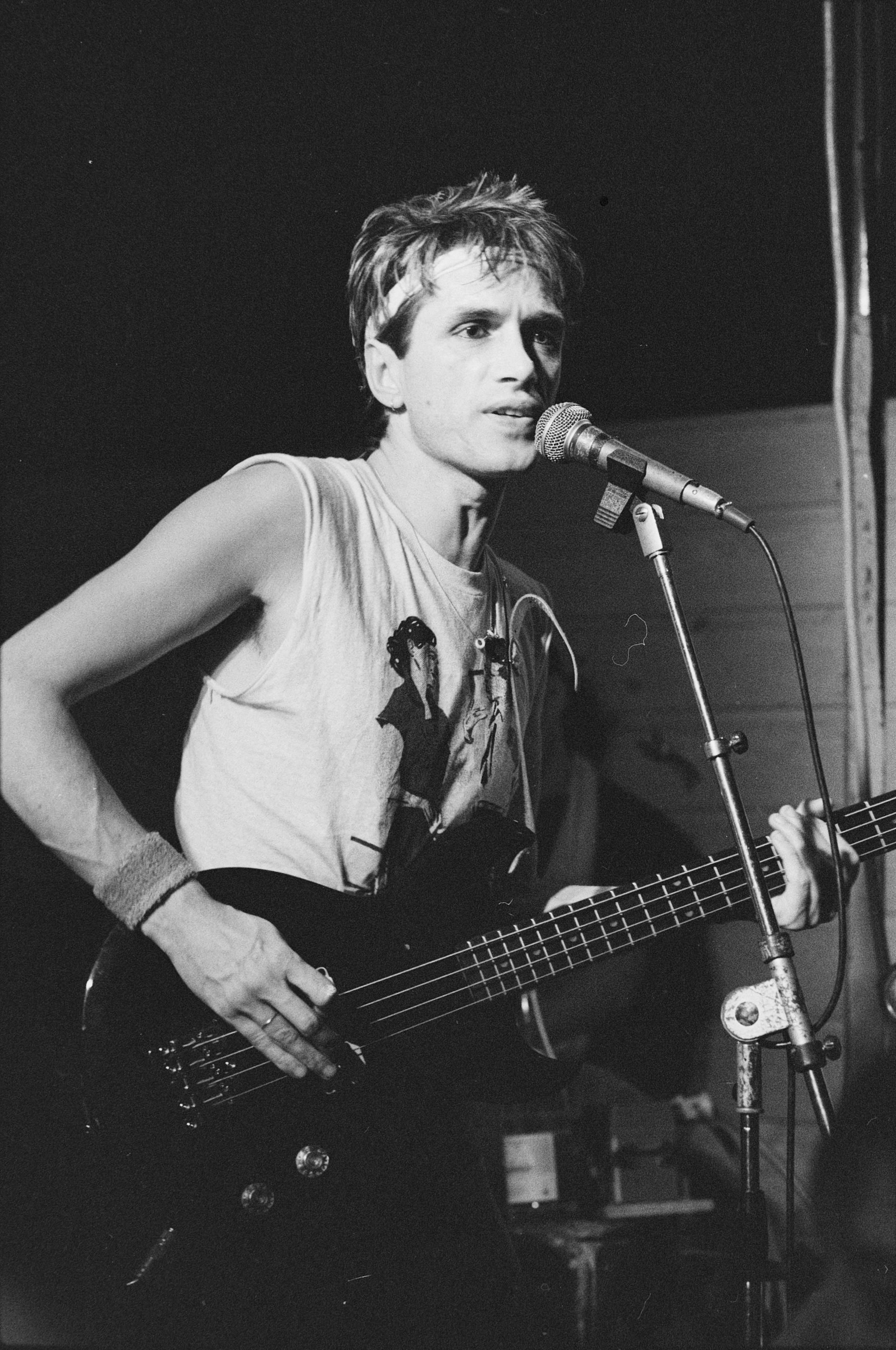
Henny Vrienten
geboren op 27 juli

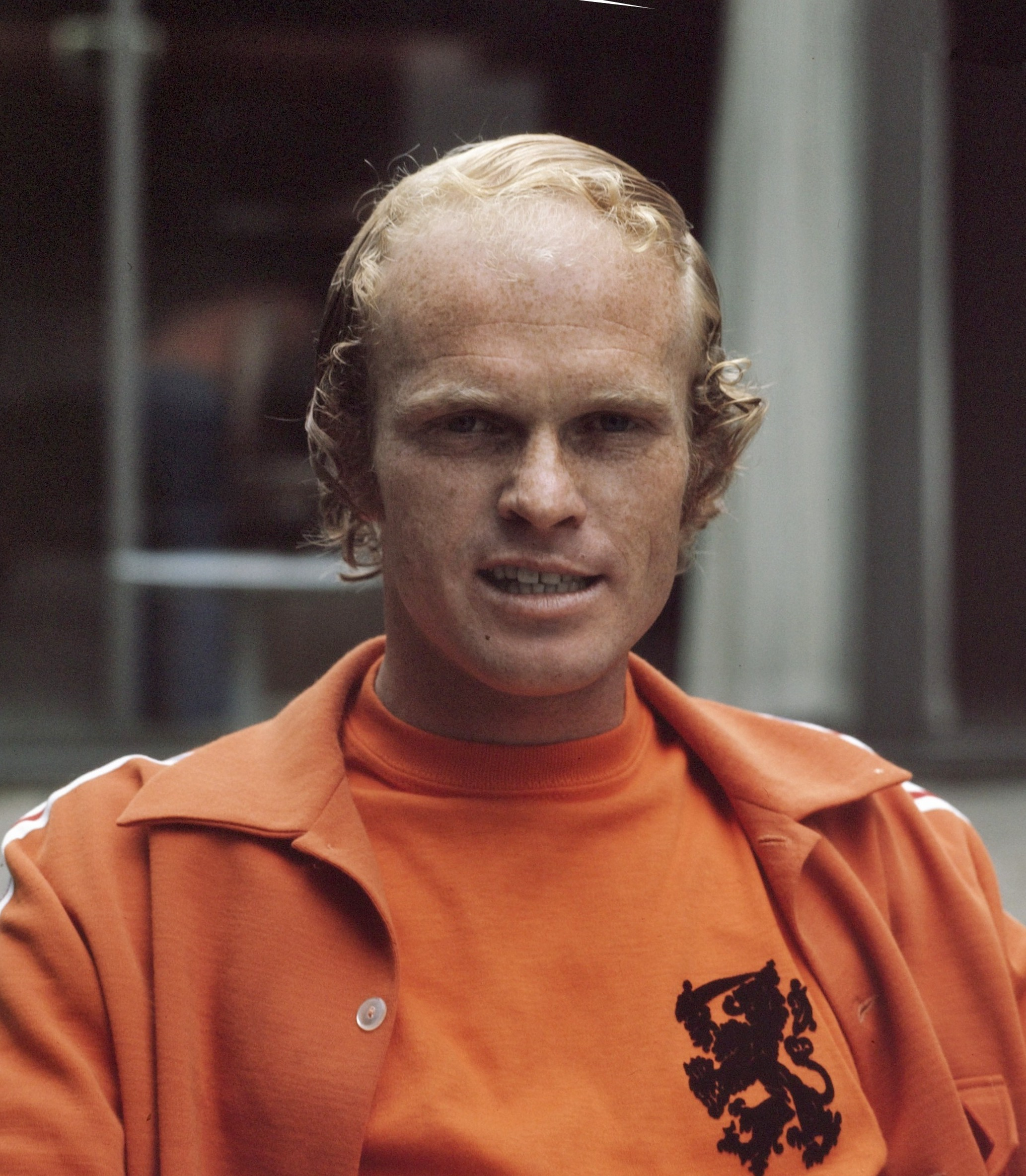
Ruud Geels
geboren op 28 juli

- 2 - Józef Skrzek, Pools rockmuzikant
- 4 - Jeremy Spencer, Brits gitarist (Fleetwood Mac)
- 7 - Sam Bogaerts, Belgisch acteur en regisseur (overleden 2021)
- 10 - Christine Caron, Frans zwemster
- 10 - Rik Felderhof, Nederlands programmamaker
- 12 - Susan Blu, Amerikaans stemactrice en dialoogregisseuse
- 12 - Richard Simmons, Amerikaans fitnesscoach en televisiepersoonlijkheid (overleden 2024)
- 13 - Fred Bischot, Nederlands voetballer
- 13 - Alf Hansen, Noors roeier
- 14 - Josine van Dalsum, Nederlands actrice (overleden 2009)
- 15 - Jard van Nes, Nederlands mezzosopraan
- 15 - James Reilly, Amerikaans soapschrijver (overleden 2008)
- 16 - Lars Lagerbäck, Zweeds voetbaltrainer
- 17 - Ron Asheton, Amerikaans gitarist (overleden 2009)
- 17 - Paul Schnabel, Nederlands bestuurder (SCP) en politicus
- 18 - Jan Becaus, Belgisch VRT-journalist en nieuwsanker
- 18 - Cesar Zuiderwijk, Nederlands drummer (Golden Earring)
- 19 - Alexandru Neagu, Roemeens voetballer (overleden 2010)
- 20 - Barry Lynn, Amerikaans predikant en activist
- 21 - Beppe Grillo, Italiaans activist en politicus
- 21 - Meir Shalev, Israëlisch schrijver (overleden 2023)
- 21 - Cat Stevens/Yusuf Islam, Brits zanger
- 22 - Otto Waalkes, Duits cabaretier en acteur
- 23 - Freddy Heirman, Belgisch voetballer en voetbaltrainer
- 25 - Ted Benoît, Frans stripauteur (overleden 2016)
- 26 - Tomas Osmeña, Filipijns politicus
- 27 - Peggy Fleming, Amerikaans kunstschaatsster
- 27 - Henny Vrienten, Nederlands muzikant en componist (onder andere Doe Maar) (overleden 2022)
- 28 - Marja Brouwers, Nederlands schrijfster
- 28 - Ruud Geels, Nederlands voetballer (overleden 2023)
- 30 - Jean Reno, Frans acteur
- 30 - Carel Struycken, Nederlands acteur

## augustus
- 2 - Bram Tuinzing, Nederlands roeier (overleden 2024)
- 4 - Bráulio, Braziliaans voetballer
- 4 - Piet Knarren, Nederlands trompettist (overleden 2025)
- 4 - Mark Verstraete, Vlaams acteur
- 5 - Ray Clemence, Engels voetballer (overleden 2020)
- 6 - Nikolaj Avilov, Sovjet-Russisch atleet
- 7 - James Allison, Amerikaans immunoloog en hoogleraar; winnaar van de Nobelprijs voor Geneeskunde 2018
- 7 - Jit Narain, Surinaams arts en dichter (overleden 2024)
- 7 - Pau Riba, Spaans schrijver en uitvoerend kunstenaar (overleden 2022)
- 8 - Hilbrand Nawijn, Nederlands politicus en advocaat
- 8 - Salim Seghers, Vlaams zanger
- 12 - Hannah de Leeuwe, Nederlands actrice
- 13 - Kathleen Battle, Amerikaans sopraan
- 15 - Ben de Brouwer, Nederlands honkballer (overleden 1996)
- 15 - Jorge Carrascosa, Argentijns voetballer
- 16 - Barry Hay, Nederlands zanger van Golden Earring
- 19 - Tipper Gore, Amerikaans schrijfster, fotografe en vrouw van Al Gore
- 19 - Moniek Toebosch, Nederlands actrice, beeldend - en performancekunstenares (overleden 2012)
- 20 - Anneke Brassinga, Nederlands dichteres en vertaalster
- 20 - Robert Plant, Brits zanger van Led Zeppelin
- 23 - Gastón Castro, Chileens voetbalscheidsrechter
- 24 - Jean-Michel André Jarre, Frans synthesizerspeler
- 24 - Alexander McCall Smith, Schots jurist en schrijver
- 24 - Sauli Niinistö, Fins jurist en politicus; president 2012-2024
- 25 - Henk Tjon, Surinaams toneelschrijver en theatermaker (overleden 2009)
- 29 - Otto Demarmels, Zwitsers voetballer
- 29 - Tara Singh Varma, Nederlands politica (GroenLinks)
- 30 - Lewis Black, Amerikaans komiek
- 30 - Pjotr Latysjev, Russisch gouverneur-generaal (overleden 2008)
- 30 - Jukka Tiensuu, Fins componist

## september
- 1 - Marie-Claire Decroix, Belgisch atlete
- 1 - James Rebhorn, Amerikaans acteur (overleden 2014)
- 2 - Christa McAuliffe, Amerikaans astronaute (overleden 1986)
- 2 - Eric Reygaert, Belgisch atleet
- 3 - Levy Mwanawasa, derde president van Zambia (2002-2008) (overleden 2008)
- 4 - Michael Berryman, Amerikaans acteur
- 4 - Michael Cochrane, Amerikaans jazzpianist, -componist en arrangeur
- 4 - Marian Soutendijk-van Appeldoorn, Nederlands politica en rechter
- 7 - Damir Šolman, Kroatisch basketballer (overleden 2023)
- 10 - Bernadette Van Roy, Belgisch atlete
- 11 - John Martyn, Brits singer-songwriter en gitarist (overleden 2009)
- 12 - Jean-Louis Schlesser, Frans autocoureur
- 12 - Abdulqawi Yusuf, Somalisch rechter
- 13 - Clyde Kusatsu, Amerikaans acteur
- 13 - René Ravets, Belgisch atleet
- 13 - Luciano Veloso, Braziliaans voetballer
- 14 - Olaf Wijnants, Nederlands acteur
- 16 - Kenney Jones, Brits rockdrummer (o.a. Small Faces)
- 17 - Farroechi Qosim, Tadzjieks toneelspeler, -schrijver en -regisseur (overleden 2010)
- 17 - John Ritter, Amerikaans acteur (overleden 2003)
- 19 - Mychajlo Fomenko, Oekraïens voetballer en voetbalcoach (overleden 2024)
- 19 - Jeremy Irons, Brits acteur
- 19 - Julius Sang, Keniaans atleet (overleden 2004)
- 21 - Rebecca Balding, Amerikaans actrice (overleden 2022)
- 21 - Charles Henri, Nederlands beeldhouwer en kunstschilder (overleden 2014)
- 21 - Daniel Verplancke, Belgisch wielrenner
- 23 - Forrest Church, Amerikaans theoloog en predikant in het Unitaristisch Universalisme (overleden 2009)
- 23 - Vera Nikolić, Joegoslavisch atlete (overleden 2021)
- 25 - Patricia Lasoen, Belgisch dichteres (overleden 2023)
- 26 - Olivia Newton-John, Australisch zangeres en actrice (overleden 2022)
- 27 - Gus Pleines, Nederlands popmuzikant (overleden 2007)
- 29 - Joe Dizon, Filipijns priester en activist (overleden 2013)
- 29 - Theo Jörgensmann, Duits musicus
- 30 - Henk Spaan, Nederlands journalist en televisieprogrammamaker

## oktober
- 2 - Trevor Brooking, Engels voetballer
- 2 - Avery Brooks, Amerikaans acteur
- 2 - Sam Burtis, Amerikaanse jazzmuzikant (overleden 2023)
- 2 - Siim Kallas, Ests politicus
- 2 - Donna Karan, Amerikaans modeontwerpster
- 2 - Enrique Marín, Chileens voetbalscheidsrechter
- 3 - Anatoli Gantvarg, Wit-Russisch dammer
- 4 - Jan Veerman, Nederlands zanger (overleden 2025)
- 5 - Hans Versteeg, Nederlands beeldhouwer
- 6 - Gerry Adams, Noord-Iers politicus, leider van Sinn Féin
- 6 - Hoàng Văn Phong, Vietnamees minister
- 6 - Frances Tomelty, Brits actrice, ex-vrouw Brits zanger Sting
- 8 - Tom de Bruijn, Nederlands ambtenaar, diplomaat en politicus
- 8 - Uco Egmond, Nederlands stripauteur en illustrator
- 8 - Claude Jade, Frans actrice (overleden 2006)
- 8 - Johnny Ramone, Amerikaans gitarist (overleden 2004)
- 8 - Jack Spijkerman, Nederlands cabaretier, televisie- en radiopresentator
- 9 - Jackson Browne, Amerikaans zanger en liedjesschrijver
- 10 - Ronny Naftaniel, Nederlands joods activist en bestuurder
- 10 - Meir Sheetrit, Israëlisch politicus en bestuurder
- 11 - Peter Turkson, Ghanees kardinaal
- 13 - Herman Franke, Nederlands criminoloog en schrijver (overleden 2010)
- 13 - Krystyna Kacperczyk, Pools atlete
- 15 - Chris de Burgh, Brits zanger
- 15 - Renato Corona, Filipijns opperrechter (overleden 2016)
- 17 - Robert Jordan, Amerikaans fantasy-auteur (overleden 2007)
- 17 - Margot Kidder, Amerikaans actrice (overleden 2018)
- 17 - George Wendt, Amerikaans acteur (overleden 2025)
- 18 - Hans van Zetten, Nederlands sportverslaggever
- 18 - Ntozake Shange, Amerikaans schrijfster (overleden 2018)
- 19 - Pat Klous, Amerikaans actrice
- 20 - Benno Baksteen, Nederlands voormalig gezagvoerder van de KLM
- 20 - Piet Hein Donner, Nederlands politicus (CDA)
- 21 - Jan Boskamp, Nederlands voetballer en voetbaltrainer
- 22 - Franky Douglas Nederlands jazz-gitarist en componist
- 22 - Francine Peyskens, Belgisch atlete
- 22 - Lévi Weemoedt, Nederlands schrijver en dichter
- 23 - Eddy Hilberts, Nederlands muziekproducent, artiest en songwriter
- 23 - Theo Vishnudatt, Surinaams politicus
- 24 - Merho, Belgisch striptekenaar (Kiekeboe)
- 24 - Robert Ouko, Keniaans atleet (overleden 2019)
- 24 - Barry Ryan, Brits zanger (overleden 2021)
- 24 - Paul Ryan, Brits singer-songwriter (overleden 1992)
- 25 - Dave Cowens, Amerikaans basketballer en basketbalcoach
- 25 - Michael Cox, Engels biograaf en romanschrijver (overleden 2009)
- 27 - Ronald Tolman, Nederlands beeldend kunstenaar
- 28 - Jet Boeke, Nederlands illustratrice en kinderboekenschrijfster (Dikkie Dik)
- 29 - Frans de Waal, Nederlands bioloog (overleden 2024)
- 31 - Matti Yrjänä Joensuu, Fins schrijver (overleden 2011)
- 31 - Michael Kitchen, Engels acteur

## november
- 1 - Charles Picqué, Belgisch politicus
- 1 - Peter Raedts, Nederlands historicus (overleden 2021)
- 1 - Eddy Stibbe, Nederlands eventing ruiter
- 2 - Rachel Frederix, Belgisch omroepster en schrijfster
- 3 - Lulu, Brits zangeres
- 4 - Amadou Toumani Touré, Malinees politicus en president (overleden 2020)
- 5 - Rosanne Corneille, Belgisch atlete
- 5 - William Daniel Phillips, Amerikaans natuurkundige en Nobelprijswinnaar
- 6 - Glenn Frey, Amerikaans zanger en gitarist (Eagles) (overleden 2016)
- 6 - Robert Hübner, Duits schaker
- 7 - Martin Šimek, Tsjechisch-Nederlands tenniscoach, presentator, cartoonist en columnist
- 8 - Fred Newhouse, Amerikaans atleet (overleden 2025)
- 9 - Bille August, Deens film- en televisieregisseur
- 9 - Raymond Heerenveen, Nederlands atleet
- 9 - Viktor Matvijenko, Sovjet-Oekraïens voetballer en trainer (overleden 2018)
- 9 - Luiz Felipe Scolari, Braziliaans voetballer en voetbalcoach
- 10 - Vincent Schiavelli, Amerikaans acteur (overleden 2005)
- 12 - Hassan Rohani, Iraans president 2013-2021
- 12 - Jan van Westenbrugge, Nederlands organist
- 14 - Charles III van het Verenigd Koninkrijk
- 15 - Teodoro Locsin jr., Filipijns politicus en journalist
- 16 - Arie Haan, Nederlands voetballer en voetbaltrainer
- 16 - Robert Lange, Zuid-Afrikaans muziekproducent
- 18 - Joe Corrigan, Engels voetballer
- 19 - Edi Stöllinger, Oostenrijks motorcoureur (overleden 2006)
- 20 - John Bolton, Amerikaans Republikeins politicus en diplomaat
- 20 - Barbara Hendricks, Amerikaans sopraan
- 20 - Gunnar Nilsson, Zweeds autocoureur (overleden 1978)
- 20 - Peter Noordanus, Nederlands politicus en bestuurder
- 20 - Kenjiro Shinozuka, Japans rallyrijder
- 21 - Deborah Shelton, Amerikaans actrice en Miss USA
- 22 - Radomir Antić, Joegoslavisch voetballer en voetbaltrainer (overleden 2020)
- 23 - Gerard Schipper, Nederlands wielrenner (overleden 2025)
- 23 - Gabriele Seyfert, Oost-Duits kunstschaatsster
- 26 - Galina Prozoemensjtsjikova, Oekraïens zwemster (overleden 2015)
- 28 - Furio Cardoni, Luxemburgs voetballer (overleden 2024)
- 28 - Agnieszka Holland, Pools filmregisseuse en scenarioschrijfster
- 30 - Errol Alibux, Surinaams politicus; premier 1983-1984
- 30 - Achmat Dangor, Zuid-Afrikaans dichter, toneel- en romanschrijver (overleden 2020)
- 30 - Philippe Garot, Belgisch voetballer en voetbaltrainer (overleden 2023)
- 30 - Karst van der Meulen, Nederlands regisseur van jeugdfilms en -series

## december

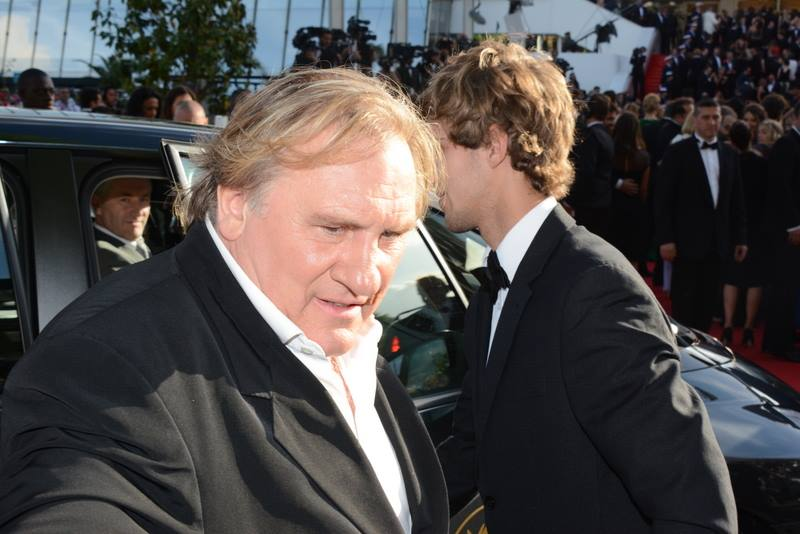
Gérard Depardieu,
geboren op 27 december

- 1 - Errol Snijders, Surinaams politicus
- 1 - Guy Tunmer, Zuid-Afrikaans autocoureur (overleden 1999)
- 2 - T.C. Boyle, Amerikaans schrijver
- 2 - Antonín Panenka, Tsjecho-Slowaaks voetballer
- 3 - Ozzy Osbourne, Brits zanger (onder andere Black Sabbath) (overleden 2025)
- 6 - Marius Müller-Westernhagen, Duits rockmuzikant en acteur
- 6 - Keke Rosberg, Fins autocoureur
- 6 - Yoshihide Suga, Japans politicus; premier 2020-2021
- 7 - Andrés Oliva, Spaans wielrenner (overleden 2023)
- 8 - Ellen Ombre, Surinaams-Nederlands schrijfster
- 9 - Marleen Gorris, Nederlands regisseuse
- 9 - Jan Lenferink, Nederlands televisiepresentator
- 12 - Tom Wilkinson, Engels acteur
- 13 - Lillian Board, Brits atlete (overleden 1970)
- 13 - Trixie Tagg - Nederlands Australisch voetbalster en voetbalbondscoach
- 14 - Selda Bağcan - Turks zangeres en songwriter
- 14 - Boudewijn Büch, Nederlands schrijver (overleden 2002)
- 14 - Peeter Kreitzberg, Estisch politicus en wetenschapper (overleden 2011)
- 17 - Craig Safan, Amerikaans componist van filmmuziek
- 18 - Ed Kemper, Amerikaans seriemoordenaar
- 18 - Liliane Saint-Pierre, Vlaams zangeres
- 20 - Abdulrazak Gurnah, Tanzaniaans schrijver en Nobelprijswinnaar
- 20 - Alan Parsons, Brits musicus en producer
- 21 - Samuel L. Jackson, Amerikaans acteur
- 21 - Thierry Mugler, Frans modeontwerper, parfumontwikkelaar, regisseur en fotograaf (overleden 2022)
- 21 - Lucien Rottiers, Belgisch atleet
- 21 - Willem Vermeend, Nederlands politicus (PvdA), minister van Sociale Zaken en lid algemeen bestuur VNO-NCW
- 22 - Ed Spanjaard, Nederlands dirigent en pianist
- 24 - Stan Bowles, Engels voetballer (overleden 2024)
- 25 - Merry Clayton, Amerikaans zangeres
- 25 - Alia al-Hoessein, Jordaans koningin (overleden 1977)
- 27 - Klaas Balk, Nederlands wielrenner
- 27 - Martin Birch, Brits geluidstechnicus en muziekproducent (overleden 2020)
- 27 - Gérard Depardieu, Frans acteur
- 28 - Dick de Boer, Nederlands voetballer en voetbaltrainer
- 28 - Gerrard Verhage, Nederlands regisseur (overleden 2008)
- 29 - Thom Karremans, Nederlands militair
- 31 - Donna Summer, Amerikaans zangeres (overleden 2012)

## datum onbekend
- Patricia Ariza, Colombiaans dichteres en actrice
- Hans Goslinga, Nederlands journalist en columnist
- Paul Grijpma, Nederlands journalist en acteur (overleden 2022)
- Cees Helder, Nederlands topkok en restauranteigenaar
- Loes den Hollander, Nederlands thrillerschrijfster
- Hilligje Kok-Bisschop, Nederlands gereformeerd activiste
- Omara Khan Massoudi, Afghaans museumdirecteur
- Evert van Milligen, Nederlands accountant, bestuurder en politicus
- Guido Pieters, Nederlands regisseur
- Norbert Verswijver, Belgisch activist (overleden 2021)
- Ken Yeang, Maleisisch architect